# ナカライテスク
ナカライテスク株式会社は、試薬（実験研究用の化学薬品）などのメーカー。社名は半井（なからい）家に由来する。
本社は京都市中京区。京都府内に工場・研究所と全国12か所に営業所を持つほか、アメリカに海外拠点（子会社）を有する。1958年（昭和33年）、株式会社半井萬紹商店（現・井筒クラヤ三星堂）から試薬部が分離独立したのが同社のルーツである。

## 沿革
- 1846年（弘化3年）- 初代半井萬助が和漢薬業を創業[2]。
- 1934年（昭和9年）- 株式会社半井萬紹商店を設立[2]。
- 1958年（昭和33年）- 試薬部を分離し、半井化学薬品株式会社を設立[2]。
- 1988年（昭和63年）- ナカライテスク株式会社に商号変更[2]。
- 2005年（平成17年）- 米国法人（Nacalai USA, Inc.）を設立[2]。